# Teenage Dream (album)
Teenage Dream is het derde studioalbum van de Amerikaanse singer-songwriter Katy Perry. Het zal eerst op 24 augustus 2010 worden uitgegeven in de Verenigde Staten en Canada. Op 30 augustus 2010 wordt het in de rest van de wereld uitgebracht.
Op 11 mei 2010 werd de eerste single van het album, "California Gurls", via iTunes beschikbaar gesteld. Voor de B-kant werd een remix van het nummer "Hot N Cold" gebruikt.

## Tracklist
| Track | Titel                               | Schrijver(s)                                                                     | Duur |
| ----- | ----------------------------------- | -------------------------------------------------------------------------------- | ---- |
| 1     | "Teenage Dream"                     | Katy Perry, Lukasz Gottwald, Max Martin, Bonnie McKee, Benjamin Levin            | 3:47 |
| 2     | "Last Friday Night (T.G.I.F.)"      | Katy Perry, Gottwald, Martin, McKee                                              | 3:50 |
| 3     | "California Gurls (ft. Snoop Dogg)" | Katy Perry, Bonnie McKee, Calvin Broadus, Max Martin, Lukasz "Dr. Luke" Gottwald | 3:56 |
| 4     | "Firework"                          | Katy Perry, Ester Dean, Tor Erik Hermansen, Mikkel S. Eriksen, Sandy vee         | 3:47 |
| 5     | "Peacock"                           | Katy Perry                                                                       | 3:51 |
| 6     | "Circle the Drain"                  | Katy Perry, Christopher Stewart, Terius Nash, Thaddis Harrell                    | 4:33 |
| 7     | "The One That Got Away"             | Katy Perry, Gottwald, Martin                                                     | 3:47 |
| 8     | "E.T."                              | Katy Perry, Gottwald, Martin, Joshua Coleman                                     | 3:26 |
| 9     | "Who Am I Living For?"              | Katy Perry                                                                       | 4:08 |
| 10    | "Pearl"                             | Katy Perry                                                                       | 4:07 |
| 11    | "Hummingbird Heartbeat"             | Katy Perry, Stewart, Nash, Harrell                                               | 3:32 |
| 12    | "Not Like the Movies"               | Katy Perry, Greg Wells                                                           | 4:06 |

## Singles van het album
| Single met eventuele hitnotering(en) in de Nederlandse Top 40 | Datum van verschijnen | Datum van binnenkomst | Hoogste positie | Aantal weken | Opmerkingen                                               |
| ------------------------------------------------------------- | --------------------- | --------------------- | --------------- | ------------ | --------------------------------------------------------- |
| California gurls                                              | 2010                  | 29-05-2010            | 2               | 19           | met Snoop Dogg / Nr. 6 in de Single Top 100 / Alarmschijf |
| Teenage dream                                                 | 2010                  | 14-08-2010            | 4               | 16           | Nr. 17 in de Single Top 100 / Alarmschijf                 |
| Firework                                                      | 2010                  | 06-11-2010            | 8               | 12           | Nr. 6 in Single Top 100 / Alarmschijf                     |
| E.T.                                                          | 2011                  | 05-03-2011            | 27              | 6            | met Kanye West / Nr. 39 in Single Top 100 / Alarmschijf   |
| Last friday night (T.G.I.F.)                                  | 2011                  | 11-06-2011            | 7               | 17           | Nr. 24 in de Single Top 100 / Alarmschijf                 |
| The one that got away                                         | 26-09-2011            | 19-11-2011            | 21              | 8            | Nr. 66 in de Single Top 100                               |

| Single met hitnotering(en) in de Vlaamse Ultratop 50 | Datum van verschijnen | Datum van binnenkomst | Hoogste positie | Aantal weken | Opmerkingen                 |
| ---------------------------------------------------- | --------------------- | --------------------- | --------------- | ------------ | --------------------------- |
| California gurls                                     | 2010                  | 22-05-2010            | 6               | 21           | met Snoop Dogg / Goud       |
| Teenage dream                                        | 2010                  | 04-09-2010            | 14              | 13           | Nr. 24 in de Radio 2 Top 30 |
| Firework                                             | 2010                  | 13-11-2010            | 5               | 20           |                             |
| E.T.                                                 | 2011                  | 16-04-2011            | 24              | 11           | met Kanye West              |
| Last friday night (T.G.I.F.)                         | 2011                  | 25-06-2011            | 22              | 15           |                             |
| The one that got away                                | 2011                  | 03-12-2011            | 33              | 9            |                             |

## Hitnoteringen

### NederlandseAlbum Top 100
| Hitnotering: (Week 1 t/m 38) 04-09-2010 t/m 21-05-2011 Hitnotering: (Week 39 t/m 41) 04-06-2011 t/m 18-06-2011 Hitnotering: (Week 42) 02-07-2011 | Hitnotering: (Week 1 t/m 38) 04-09-2010 t/m 21-05-2011 Hitnotering: (Week 39 t/m 41) 04-06-2011 t/m 18-06-2011 Hitnotering: (Week 42) 02-07-2011 | Hitnotering: (Week 1 t/m 38) 04-09-2010 t/m 21-05-2011 Hitnotering: (Week 39 t/m 41) 04-06-2011 t/m 18-06-2011 Hitnotering: (Week 42) 02-07-2011 | Hitnotering: (Week 1 t/m 38) 04-09-2010 t/m 21-05-2011 Hitnotering: (Week 39 t/m 41) 04-06-2011 t/m 18-06-2011 Hitnotering: (Week 42) 02-07-2011 | Hitnotering: (Week 1 t/m 38) 04-09-2010 t/m 21-05-2011 Hitnotering: (Week 39 t/m 41) 04-06-2011 t/m 18-06-2011 Hitnotering: (Week 42) 02-07-2011 | Hitnotering: (Week 1 t/m 38) 04-09-2010 t/m 21-05-2011 Hitnotering: (Week 39 t/m 41) 04-06-2011 t/m 18-06-2011 Hitnotering: (Week 42) 02-07-2011 | Hitnotering: (Week 1 t/m 38) 04-09-2010 t/m 21-05-2011 Hitnotering: (Week 39 t/m 41) 04-06-2011 t/m 18-06-2011 Hitnotering: (Week 42) 02-07-2011 | Hitnotering: (Week 1 t/m 38) 04-09-2010 t/m 21-05-2011 Hitnotering: (Week 39 t/m 41) 04-06-2011 t/m 18-06-2011 Hitnotering: (Week 42) 02-07-2011 | Hitnotering: (Week 1 t/m 38) 04-09-2010 t/m 21-05-2011 Hitnotering: (Week 39 t/m 41) 04-06-2011 t/m 18-06-2011 Hitnotering: (Week 42) 02-07-2011 | Hitnotering: (Week 1 t/m 38) 04-09-2010 t/m 21-05-2011 Hitnotering: (Week 39 t/m 41) 04-06-2011 t/m 18-06-2011 Hitnotering: (Week 42) 02-07-2011 | Hitnotering: (Week 1 t/m 38) 04-09-2010 t/m 21-05-2011 Hitnotering: (Week 39 t/m 41) 04-06-2011 t/m 18-06-2011 Hitnotering: (Week 42) 02-07-2011 | Hitnotering: (Week 1 t/m 38) 04-09-2010 t/m 21-05-2011 Hitnotering: (Week 39 t/m 41) 04-06-2011 t/m 18-06-2011 Hitnotering: (Week 42) 02-07-2011 | Hitnotering: (Week 1 t/m 38) 04-09-2010 t/m 21-05-2011 Hitnotering: (Week 39 t/m 41) 04-06-2011 t/m 18-06-2011 Hitnotering: (Week 42) 02-07-2011 | Hitnotering: (Week 1 t/m 38) 04-09-2010 t/m 21-05-2011 Hitnotering: (Week 39 t/m 41) 04-06-2011 t/m 18-06-2011 Hitnotering: (Week 42) 02-07-2011 | Hitnotering: (Week 1 t/m 38) 04-09-2010 t/m 21-05-2011 Hitnotering: (Week 39 t/m 41) 04-06-2011 t/m 18-06-2011 Hitnotering: (Week 42) 02-07-2011 | Hitnotering: (Week 1 t/m 38) 04-09-2010 t/m 21-05-2011 Hitnotering: (Week 39 t/m 41) 04-06-2011 t/m 18-06-2011 Hitnotering: (Week 42) 02-07-2011 | Hitnotering: (Week 1 t/m 38) 04-09-2010 t/m 21-05-2011 Hitnotering: (Week 39 t/m 41) 04-06-2011 t/m 18-06-2011 Hitnotering: (Week 42) 02-07-2011 | Hitnotering: (Week 1 t/m 38) 04-09-2010 t/m 21-05-2011 Hitnotering: (Week 39 t/m 41) 04-06-2011 t/m 18-06-2011 Hitnotering: (Week 42) 02-07-2011 | Hitnotering: (Week 1 t/m 38) 04-09-2010 t/m 21-05-2011 Hitnotering: (Week 39 t/m 41) 04-06-2011 t/m 18-06-2011 Hitnotering: (Week 42) 02-07-2011 | Hitnotering: (Week 1 t/m 38) 04-09-2010 t/m 21-05-2011 Hitnotering: (Week 39 t/m 41) 04-06-2011 t/m 18-06-2011 Hitnotering: (Week 42) 02-07-2011 | Hitnotering: (Week 1 t/m 38) 04-09-2010 t/m 21-05-2011 Hitnotering: (Week 39 t/m 41) 04-06-2011 t/m 18-06-2011 Hitnotering: (Week 42) 02-07-2011 | Hitnotering: (Week 1 t/m 38) 04-09-2010 t/m 21-05-2011 Hitnotering: (Week 39 t/m 41) 04-06-2011 t/m 18-06-2011 Hitnotering: (Week 42) 02-07-2011 | Hitnotering: (Week 1 t/m 38) 04-09-2010 t/m 21-05-2011 Hitnotering: (Week 39 t/m 41) 04-06-2011 t/m 18-06-2011 Hitnotering: (Week 42) 02-07-2011 | Hitnotering: (Week 1 t/m 38) 04-09-2010 t/m 21-05-2011 Hitnotering: (Week 39 t/m 41) 04-06-2011 t/m 18-06-2011 Hitnotering: (Week 42) 02-07-2011 |
| Week: | 1 | 2 | 3 | 4 | 5 | 6 | 7 | 8 | 9 | 10 | 11 | 12 | 13 | 14 | 15 | 16 | 17 | 18 | 19 | 20 | 21 | 22 | 23 |
| --- | --- | --- | --- | --- | --- | --- | --- | --- | --- | --- | --- | --- | --- | --- | --- | --- | --- | --- | --- | --- | --- | --- | --- |
| Positie: | 6 | 8 | 22 | 29 | 45 | 53 | 67 | 72 | 53 | 70 | 60 | 65 | 57 | 57 | 67 | 70 | 52 | 51 | 41 | 37 | 65 | 73 | 74 |
| Week: | 24 | 25 | 26 | 27 | 28 | 29 | 30 | 31 | 32 | 33 | 34 | 35 | 36 | 37 | 38 | | 39 | 40 | 41 | | 42 | | |
| Positie: | 75 | 51 | 57 | 54 | 61 | 51 | 43 | 64 | 67 | 64 | 55 | 57 | 64 | 76 | 83 | uit | 95 | 93 | 96 | uit | 85 | uit | |

### VlaamseUltratop 100Albums
| Hitnotering: (Week 1 t/m 27) 04-09-2010 t/m 05-03-2011 Hitnotering: (Week 28 t/m 40) 19-03-2011 t/m 11-06-2011 | Hitnotering: (Week 1 t/m 27) 04-09-2010 t/m 05-03-2011 Hitnotering: (Week 28 t/m 40) 19-03-2011 t/m 11-06-2011 | Hitnotering: (Week 1 t/m 27) 04-09-2010 t/m 05-03-2011 Hitnotering: (Week 28 t/m 40) 19-03-2011 t/m 11-06-2011 | Hitnotering: (Week 1 t/m 27) 04-09-2010 t/m 05-03-2011 Hitnotering: (Week 28 t/m 40) 19-03-2011 t/m 11-06-2011 | Hitnotering: (Week 1 t/m 27) 04-09-2010 t/m 05-03-2011 Hitnotering: (Week 28 t/m 40) 19-03-2011 t/m 11-06-2011 | Hitnotering: (Week 1 t/m 27) 04-09-2010 t/m 05-03-2011 Hitnotering: (Week 28 t/m 40) 19-03-2011 t/m 11-06-2011 | Hitnotering: (Week 1 t/m 27) 04-09-2010 t/m 05-03-2011 Hitnotering: (Week 28 t/m 40) 19-03-2011 t/m 11-06-2011 | Hitnotering: (Week 1 t/m 27) 04-09-2010 t/m 05-03-2011 Hitnotering: (Week 28 t/m 40) 19-03-2011 t/m 11-06-2011 | Hitnotering: (Week 1 t/m 27) 04-09-2010 t/m 05-03-2011 Hitnotering: (Week 28 t/m 40) 19-03-2011 t/m 11-06-2011 | Hitnotering: (Week 1 t/m 27) 04-09-2010 t/m 05-03-2011 Hitnotering: (Week 28 t/m 40) 19-03-2011 t/m 11-06-2011 | Hitnotering: (Week 1 t/m 27) 04-09-2010 t/m 05-03-2011 Hitnotering: (Week 28 t/m 40) 19-03-2011 t/m 11-06-2011 | Hitnotering: (Week 1 t/m 27) 04-09-2010 t/m 05-03-2011 Hitnotering: (Week 28 t/m 40) 19-03-2011 t/m 11-06-2011 | Hitnotering: (Week 1 t/m 27) 04-09-2010 t/m 05-03-2011 Hitnotering: (Week 28 t/m 40) 19-03-2011 t/m 11-06-2011 | Hitnotering: (Week 1 t/m 27) 04-09-2010 t/m 05-03-2011 Hitnotering: (Week 28 t/m 40) 19-03-2011 t/m 11-06-2011 | Hitnotering: (Week 1 t/m 27) 04-09-2010 t/m 05-03-2011 Hitnotering: (Week 28 t/m 40) 19-03-2011 t/m 11-06-2011 | Hitnotering: (Week 1 t/m 27) 04-09-2010 t/m 05-03-2011 Hitnotering: (Week 28 t/m 40) 19-03-2011 t/m 11-06-2011 | Hitnotering: (Week 1 t/m 27) 04-09-2010 t/m 05-03-2011 Hitnotering: (Week 28 t/m 40) 19-03-2011 t/m 11-06-2011 | Hitnotering: (Week 1 t/m 27) 04-09-2010 t/m 05-03-2011 Hitnotering: (Week 28 t/m 40) 19-03-2011 t/m 11-06-2011 | Hitnotering: (Week 1 t/m 27) 04-09-2010 t/m 05-03-2011 Hitnotering: (Week 28 t/m 40) 19-03-2011 t/m 11-06-2011 | Hitnotering: (Week 1 t/m 27) 04-09-2010 t/m 05-03-2011 Hitnotering: (Week 28 t/m 40) 19-03-2011 t/m 11-06-2011 | Hitnotering: (Week 1 t/m 27) 04-09-2010 t/m 05-03-2011 Hitnotering: (Week 28 t/m 40) 19-03-2011 t/m 11-06-2011 | Hitnotering: (Week 1 t/m 27) 04-09-2010 t/m 05-03-2011 Hitnotering: (Week 28 t/m 40) 19-03-2011 t/m 11-06-2011 |
| Week: | 1 | 2 | 3 | 4 | 5 | 6 | 7 | 8 | 9 | 10 | 11 | 12 | 13 | 14 | 15 | 16 | 17 | 18 | 19 | 20 | 21 |
| --- | --- | --- | --- | --- | --- | --- | --- | --- | --- | --- | --- | --- | --- | --- | --- | --- | --- | --- | --- | --- | --- |
| Positie: | 17 | 10 | 17 | 25 | 39 | 36 | 48 | 65 | 54 | 71 | 43 | 52 | 55 | 50 | 50 | 51 | 50 | 49 | 52 | 37 | 53 |
| Week: | 22 | 23 | 24 | 25 | 26 | 27 | | 28 | 29 | 30 | 31 | 32 | 33 | 34 | 35 | 36 | 37 | 38 | 39 | 40 | |
| Positie: | 46 | 60 | 65 | 61 | 65 | 97 | uit | 64 | 59 | 86 | 64 | 31 | 29 | 28 | 44 | 48 | 48 | 91 | 72 | 82 | uit |